# Лоренцсон, Юрий Евгеньевич
Ю́рий Евге́ньевич Лоренцсон (2 декабря 1930, Ленинград, РСФСР, СССР — 24 декабря 2002) — советский рулевой в академической гребле, серебряный и бронзовый призёр Олимпийских игр. Мастер спорта СССР международного класса. Участник пяти Олимпиад (1960—1976).

## Карьера
В 1958 году Юрий занялся гребным спортом по совету старшего брата Валентина, став рулевым. В 1960 году экипаж Лоренцсона выиграл международные соревнования на Химкинском водохранилище, посвящённые 100-летию гребного спорта в СССР. Благодаря этой победе он попал в сборную Советского Союза и поехал на Олимпийские игры в Рим. Также в соревнованиях восьмёрок Юрий участвовал на Олимпиаде в Токио и Мехико. На последней он завоевал бронзу, после чего стал работать в экипаже распашных двоек. На Олимпийских играх в Мюнхене он стал пятым, а в Монреале выиграл серебро.
Похоронен на Северном кладбище.